# Символи та емблемата
«Символи та емблемата» (лат. «Symbola et emblemata») – збірка зображень символів та емблем, укладений Яном Тессінґом та Іллею Копієвським. Вперше надрукована в Амстердамі у 1705 році видавцем Генріхом Ветштейном. Містить 840 гравійованих малюнків емблем з пояснювальними написами дев'ятьма мовами. Перевидавалася тричі: у 1718, 1788 та у 1811 роках. Використовувалася в архітектурі, мистецтві та геральдиці. 

## Історія видань
Перше видання було підготоване й опубліковане на замовлення й коштом Петра I для розповсюдження в Російській імперії. Основою для збірника могла бути емблематична праця Даніеля де ля Фея «Devises et emblemes anciennes et modernes» (1691), яка має подібну структуру: на правій сторінці розвороту – кілька рядків емблем, зліва – їхні «девізи» різними мовами. Видання Ветштейна містить пояснювальні підписи вісьмома мовами: церковнослов’янською, латинською, французькою, італійською, іспанською, голландською, англійською та німецькою.
Перевидання 1788 року доповнив випускник Києво-Могилянської академії Нестор Амбодик-Максимович. Окрім подання 840 малюнків-емблем з першого видання, від додав нові емблеми та пояснення емблем, найпоширеніші символічні зображення та їхній зміст.

## Вплив
Григорій Сковорода перемалював власною рукою кілька опублікованих у виданні Ветштейна гравюр як ілюстративний матеріал до розмови героїв діалогу «Разговор, называемый алфавит, или букварь мира» стосовно прихованої в них мудрості з “языческой богословіи”. Вони слугували для наочного підтвердження основних положень його філософсько-естетичних поглядів.